# 4018 Братислава
4018 Братислава (4018 Братислава) је астероид главног астероидног појаса са средњом удаљеношћу од Сунца која износи 2,579 астрономских јединица (АЈ).
Апсолутна магнитуда астероида је 13,5.